# Принудительная лицензия
Принудительная лицензия — разрешение, выдаваемое государственными органами заинтересованному лицу на использование запатентованного изобретения, полезной модели или промышленного образца. При длительном неиспользовании или недостаточном использовании патентообладателем своей разработки, а также отказа в продаже лицензии принудительная лицензия является ограничением его исключительного права в части свободы распоряжения этим правом.
В ст. 5 Парижской конвенции 1883 г. по охране промышленной собственности такое разрешение поясняется как мера для «предотвращения злоупотреблений, которые могут возникнуть в результате деятельности или её отсутствие у автора». Принудительная лицензия выдается по решению суда и на установленных судом условиях (ст. 1239 ГК). Действие принудительной простой (неисключительной) лицензии может быть остановлено судом по иску патентообладателя при отсутствии обстоятельства, обусловившие предоставление принудительной лицензии.
Принудительные лицензии могут быть простыми (неисключительными). Этот вид лицензии распространяется на территорию в пределах РФ. Государственная регистрация принудительной лицензии осуществляется по решению суда. Автор вступает в свои права с момента государственной регистрации. Принудительная лицензия выдается обычно авторам, нарушившим патент.
Принудительная лицензия выдается после истечения 4 лет с момента подачи патентной заявки или 3 лет — с даты выдачи патента. Такое положение действует во всех странах — участницах Парижской конвенции, ратифицировавших Лиссабонскую и Стокгольмскую редакции конвенции.
Выдача принудительной лицензии проводится по ходатайству заинтересованного лица после рассмотрения Высшей патентной палатой Роспатента. Ходатайство о предоставлении принудительной лицензии может подаваться и самим лицом, имеющим лицензию на патент. Принудительная лицензия аналогична простой лицензии по содержанию и объему прав.
В случае предоставления в принудительной простой (неисключительной) лицензии автор патента на изобретение или полезную модель, право на использование которых предоставлено на основании принудительной лицензии, имеет право и на получение простой (неисключительной) лицензии на использование зависимого изобретения, в связи с которым была выдана принудительная простая (неисключительная) лицензия.
Споры относительно выдачи лицензии и выплаты компенсаций, а также относительно размера компенсаций решаются в судебном порядке.
Законодательство многих стран рассматривает выдачу принудительных лицензий на патенты, защищающие пищевые продукты, вкусовые вещества и медикаменты. Например, в Индии патенты на способы производства медикаментов выдаются на более короткий срок.